# Лэнгдон, Сью Эни
Сью Эни Лэнгдон (англ. Sue Ane Langdon, род. 8 марта 1936) — американская актриса.
Лэнгтон начала свою карьеру как певица с выступлений в Радио-сити. Она появилась в нескольких десятках фильмов и сериалов на протяжении 1960-х, таких как «Подсобный рабочий», «Фрэнки и Джонни», «Великий самозванец», «Руководство для женатого мужчины» и т.д, а в 1972 году выиграла премию «Золотой глобус» за лучшую женскую роль второго плана — мини-сериал, телесериал или телефильм за роль в ситкоме «Арни».